# Parafia Miłosierdzia Bożego w Topólce
Parafia Miłosierdzia Bożego w Topólce – rzymskokatolicka parafia położona we wsi Topólka. Administracyjnie należy do diecezji włocławskiej (dekanat lubraniecki). Erygowana 5 grudnia 1993 roku.
Odpust parafialny odbywa się w pierwszą niedzielę po Wielkanocy – Miłosierdzia Bożego. 

## Proboszczowie
- ks. Antoni Wojciechowski (1993–2025)
- ks. Sławomir Sobiech (od 2025)